# Никифор Фока Старший
Никифор Фока Старший (*Νικηφόρος Φωκᾶς, бл. 830 —895/896) — військовий діяч Візантійської імперії.

## Життєпис
Походив з місцевої знаті. Народився у Каппадокії. Його батько звався Фокою Каппадокійцем, був турмархом, очолював фему Клімати. Задля просування кар'єрними щаблями замолоду перейшов до православ'я. Розпочав службу при імператорі Василі I Македонянену. Незабаром став вояком імператорської гвардії манглабітів. 
У 872 році призначається турмархом. У 873 році призначено стратигом феми Харсіан. Цього ж року брав участь у військовому походу проти арабів Самосати. До 878 року завдяки військовим здібностям стає протостратором. Також отримав від імператора власний палац біля церкви Св. Текли. Відповідав за оборону кордонів від нападу арабських військовиків.
У 885 році призначається моностратегом для війни проти арабів у Південній Італії. Йому надано війська фем Фракія, Македонія, Сефалленія. З успіхом діяв проти супротивника, зумівши захопити міста Тарент, Сан-Северін, Регій, Тавроміна, Тропай, Амантеа та відновив укріплення Барі, Отранто. Він також вжив заходів для зміцнення візантійських позицій шляхом заселення вірменами Апулії та Калабрії. Також заслужив підтримку місцевого населення, припинивши зловживання та навернення місцевого люду на рабів.
У 886 році зі сходження на трон імператора Льва VI Никифора Фоку було відкликано. У 887 році призначено доместиком схол Заходу. Згодом отримав почесне звання патрикія. У 894—895 роках воював проти Болгарії, змінивши його царя Симеона I, який вимушений був просити про перемир'я.
Більшість дослідників вважає, що Никифор Фока помер близько 896 року. Але є згадки, що внаслідок конфлікту з Львом Стіліаносом Фока втратив посаду й знову став стратегом феку Харсіан. За думкою низки послідників помер близько 900 року, проте це непевно.

## Родина
- Барда
- Лев